# 基奥蒙特
基奥蒙特（義大利語：Chiomonte），是意大利北部皮埃蒙特大区都靈廣域市的一个市镇。总面积26.7平方公里，总人口942，人口密度35.3人/平方公里（2010年12月31日）。